# Актор (митологија)
Актор (грч. Ἄκτωρ) је врло често име које се приписивало јунацима грчке митологије. Само име Актор у преводу значи вођа, предводник, лидер.

## Митологија
1. Актор, син краља Мирмидона и његове жене Писидике, кћери Еолове. Био је владар Фтиотиде, области у покрајини Тесалији. Према неким изворима је умро без деце, док је према другима био отац Еуритиона, његовог наследника.
2. Актор, син фокидског краља Дејона и Диомеде, кћери Ксута и Креусе. Имао је многобројну браћу- Астеродију, Аенета, Филака, Кефала и Ниса. Био је ожењен кћерком речног бога, Асопа. Имао је многобројно потомство, а међу истим и Менетија- оца чувеног јунака и Ахиловог пријатеља Патрокла.
3. Актор, Азејев син и потомак краља Фрикса. Владао је орхоменским народом Минијцима. Имао је ћерку Астиоху, која је родила богу рата, Ареју, два сина- Аскалафа и Јалмена.
4. Актор, син Форбанта и Хирмине, а брат Аугијев. Владар је области Елиде, на Пелопонезу, у којој је основао град Хирмину, назван по Акторовој мајци. Оженио се Молионом, са којом је добио близанце, Еурита и Ктеата, који су заједно називани Молиониди.
5. Актор, син Хипаса. Један је од Аргонаута.
6. Актор, син је Уенопс (енг. Oenops). Био је бранилац капија Тебе, када су седморица напала Тебу. Сукобио се са Партенопејем на бореанској капији.
7. Актор, отац Стенела, Херакловог пратиоца против Амазонки, које су га утом и убиле.
8. Актор, један од пратилаца Енеје. У другом одломку Енејиде се помиње под називом Аурункан.
9. Актор, отац Ехекла, који се оженио Полимелом, Филовом кћери.
10. Актор, војник у армији седморице против Тебе, који је видео Амфијараја када га је земља прогутала.
11. Актор- припадао је племену Лапита. Убио га је кентаур Кланис.
12. Актор, Акастов син. Убијен је од стране Пелеја током лова.
13. Актор и Еуринома су родитељи Анкаја. Актор је деда краља Агапенора.
14. Актор, пастир из Лимноса, који се спријатељио са Филоктетом. Јунак је једне Еурипидове трагедије.